# Wheels of Steel
Wheels of Steel (рус. «Стальные колёса») — второй студийный альбом английской хеви-метал-группы Saxon, был выпущен в 1980 году на лейбле Carrere.
Запись Wheels of Steel проходила в студии Ramport Studios, Лондон, Великобритания. Продюсером диска стал Пит Хинтон.
Песня "Wheels of Steel" присутствует в компьютерных играх Grand Theft Auto IV: The Lost and Damned и Brütal Legend.
25 марта 1981 года диск стал золотым в Британии. В чартах альбом поднялся до 5-го места в Великобритании и до 36-го в Швеции. В 2009 году альбом был ремастирован. В новое издание вошли несколько демо и концертных версий песен группы с фестиваля Monsters of Rock в 1980 году.

## Список композиций
| №                   | Название                                                              | Длительность |
| ------------------- | --------------------------------------------------------------------- | ------------ |
| 1.                  | «Motorcycle Man» (Байфорд, Доусон, Гилл, Квинн, Оливер)               | 3:56         |
| 2.                  | «Stand Up and Be Counted» (Байфорд, Доусон, Гилл, Квинн, Оливер)      | 3:09         |
| 3.                  | «747 (Strangers in the Night)» (Байфорд, Доусон, Гилл, Квинн, Оливер) | 4:58         |
| 4.                  | «Wheels of Steel» (Байфорд, Доусон, Гилл, Квинн, Оливер)              | 5:58         |
| 5.                  | «Freeway Mad» (Байфорд, Доусон, Гилл, Квинн, Оливер)                  | 2:41         |
| 6.                  | «See the Light Shining» (Байфорд, Доусон, Гилл, Квинн, Оливер)        | 4:55         |
| 7.                  | «Street Fighting Gang» (Байфорд, Доусон, Гилл, Квинн, Оливер)         | 3:12         |
| 8.                  | «Suzie Hold On» (Байфорд, Доусон, Гилл, Квинн, Оливер)                | 4:34         |
| 9.                  | «Machine Gun» (Байфорд, Доусон, Гилл, Квинн, Оливер)                  | 5:23         |
| Общая длительность: | Общая длительность:                                                   | 38:56        |

| №   | Название                                                                  | Длительность |
| --- | ------------------------------------------------------------------------- | ------------ |
| 10. | «Suzie Hold On» (Demo 1980)                                               | 5:25         |
| 11. | «Wheels of Steel» (Demo 1980)                                             | 6:29         |
| 12. | «Stallions of the Highway» (Live, би-сайд «747 (Strangers in the Night)») | 3:34         |
| 13. | «Motorcycle Man» (Live at Donington 1980)                                 | 3:36         |
| 14. | «Freeway Mad» (Live at Donington 1980)                                    | 2:23         |
| 15. | «Wheels of Steel» (Live at Donington 1980)                                | 5:25         |
| 16. | «747 (Strangers in the Night)» (Live at Donington 1980)                   | 4:46         |
| 17. | «Machine Gun» (Live at Donington 1980)                                    | 6:14         |

## Участники записи
- Бифф Байфорд — вокал
- Грэм Оливер — гитара
- Пол Квинн — гитара
- Стив Доусон — бас-гитара
- Пит Гилл — ударные

## Позиции в хит-парадах
Годовые чарты:
| Год  | Чарт                         | Позиция |
| ---- | ---------------------------- | ------- |
| 1980 | Великобритания (Gallup Poll) | 40      |